# Luso
Luso est une paroisse civile portugaise (en portugais : freguesia) de la municipalité de Mealhada dans le district d'Aveiro. C'est une  destination thermale réputée au Portugal.

## Géographie
Lusa est située dans la Serra de Buçaco.

## Démographie
Lors du recensement de 2021, Luso compte 2 276 habitants.